# 公衆等脅迫目的の犯罪行為等のための資金等の提供等の処罰に関する法律
公衆等脅迫目的の犯罪行為等のための資金等の提供等の処罰に関する法律（こうしゅうとうきょうはくもくてきのはんざいこういとうのためのしきんとうのていきょうとうのしょばつにかんするほうりつ、平成14年法律第67号）は、公衆または国もしくは地方公共団体もしくは外国政府等を脅迫する目的で犯罪行為を行うための資金等を提供させる行為または提供する行為の処罰に関する日本の法律である。2014年（平成26年）の法改正までは「公衆等脅迫目的の犯罪行為のための資金の提供等の処罰に関する法律」という題名、2022年（令和4年）の法改正までは「公衆等脅迫目的の犯罪行為のための資金等の提供等の処罰に関する法律」という題名であった。
2002年（平成14年）6月12日に公布された。

## 主務官庁
- 法務省刑事局公安課

## 概要
テロリズムに対する資金供与の防止に関する国際的な要請に応えるため、2002年（平成14年）6月12日に公布され、同年7月2日から施行された。
2014年（平成26年）には、テロリズムへ資金だけでなく土地、建物、物品、役務その他の利益を提供する行為を処罰することを主な内容とする改正法が成立し、同年12月20日から施行された。
2022年（令和4年）には、公衆等を脅迫する目的の有無を問わず、外形的にテロリズム（法律上は「公衆等脅迫目的の犯罪行為」）と同等の評価が可能な犯罪類型を「特定犯罪行為」として規定し、該当する行為を処罰することを主な内容とする改正法が成立し、同年12月29日から施行された。（対象行為の実質的拡充や法定刑の引き上げも行われた。）
これにより、いわゆるCBRNEテロリズムが網羅されることとなった。
第1条において、テロリズム（法律上は「公衆等脅迫目的の犯罪行為」及び「特定犯罪行為」）として以下のものを定義している。
- 人質テロリズム（第1項第1号、第2項第1号）
- 航空機テロリズム（第1項第2号、第2項第2号・第6号・第8号）
- 船舶テロリズム（第1項第2号、第2項第2号・第7号）
- ハイジャック（第1項第2号、第2項第2号・第6号）
- 爆弾テロリズム（第1項第3号、第2項第3号・第10号）
- 外交官等保護条約の保護対象への攻撃（第2項第1号・第5号）
- 空港テロリズム（第2項第2号）
- 生物テロリズム（第2項第3号）
- 化学テロリズム（第2項第3号）
- 核テロリズム（第2項第4号・第9号）

ランサムウェアで企業を脅迫するなど、サイバー空間で行動するハッカー集団は対象に入っていない。

## 構成
- 第1条（定義）
- 第2条（公衆等脅迫目的の犯罪行為等を実行しようとする者による資金等を提供させる行為）
- 第3条（公衆等脅迫目的の犯罪行為等を実行しようとする者以外の者による資金等の提供等）
- 第4条（同上）
- 第5条（同上）
- 第6条（自首）
- 第7条（国外犯）
- 第8条（両罰規定）
- 附則